# Борковський Петро
Петро Борковський — український військовий діяч. Генерал-хорунжий.
В армії Української Держави отаман Волинського козацького Коша (1918). З 23 серпня 1918 року — Волинський губернський комендант, начальник Волинської залоги Української армії. Репрезентував військову владу на Волині. В листопаді 1920 року формував дивізію із запасових бригад армії УНР. Був інтернований у Польщі, подальша доля невідома.